# Etiopía en los Juegos Olímpicos de Melbourne 1956
Etiopía estuvo representada en los Juegos Olímpicos de Melbourne 1956 por un total de 12 deportistas que compitieron en 2 deportes.  
El equipo olímpico etíope no obtuvo ninguna medalla en estos Juegos.